# Wiśnie (film)
Wiśnie (niem. Weichselkirschen) – polsko-niemiecki film telewizyjny z 1979 roku w reżyserii Michaela Günthera i Gerarda Zalewskiego. Ekranizacja powieści Leonie Ossowski pod tym samym tytułem. Zdjęcia do filmu kręcono w Osowej Sieni, Lesznie i Wschowie.

## Fabuła
Trzydzieści lat po wojnie Anna, dziennikarka z Niemiec, wyjeżdża do swojej rodzinnej wsi na Dolnym Śląsku, którą musiała opuścić wraz z rodziną w 1945 r. Spotyka tutaj Ludwika, dawną miłość i ojca swojej córki.

## Obsada
- Luitgard Im - Anna
- Christine Merthan - Vera
- Stanisław Zaczyk - Jan Siemieniewski
- Kazimierz Wichniarz - Adam Banaś
- Aleksandra Śląska - Wanda Pawlak
- Franciszek Pieczka - Ludwik Grępka
- Emilia Krakowska - Zofia Grępka
- Barbara Ludwiżanka - Jula
- Andrzej Mrozek - Kirkor
- Wiktor Grotowicz - Stefan Kowalik
- Gertruda Szalsza - Fryda Kowalik
- Ewa Ziętek - Halina Kowalik
- Stanisław Wyszyński - Pan Nowak
- Maria Baster - Pani Nowak
- Agnieszka Konopczyńska - Jolka Nowak
- Daria Trafankowska - Renata Perka
- Stefan Śródka - Jacek Wachowiak
- Helena Dąbrowska - Barbara Wachowiak
- Andrzej Kowalik - Józef Wachowiak